# National College of Art and Design
Le National College of Art and Design (NCAD) est une école d'art et de design à Dublin, en Irlande.

## Historique
L'école est installée 100 Thomas Street, à Dublin. La NCAD a été créée comme une école d'art privée avant de devenir une institution nationale formant plus de 1 500 étudiants, artistes, designers et enseignants d'art, en cours de jour et du soir. 
Le Collège a été fondé en 1746 comme une école d'art privée créée par Robert West à Georges's Lane, à Dublin. Cette école a été reprise par la Dublin Society, et, plus tard, par la Royal Dublin Society (RDS).
Tout au long du XVIIIe siècle, il y avait trois enseignements : dessin académique, dessin de paysage et d'ornement et dessin d'architecture. En 1811, un cours de modélisation a été ajouté. L'école était alors placée sous le contrôle du Department of Science and Art, de Londres, à partir de 1854. Le Collège a été rebaptisé Dublin Metropolitan School of Art en 1877.
Le collège a été placé sous le contrôle du ministère de l'Éducation en 1924, et en 1936 il est devenu le National College of Art.
Le collège a été renommé National College of Art and Design en 1971 par une loi de l'Oireachtas. Il est dirigé maintenant par un conseil d'administration (An Bord) nommé par le ministre de l'Éducation.
Le Collège fait partie de l'Université nationale d'Irlande depuis 1996. Cependant, le 7 décembre 2010, la tánaiste Mary Coughlan a officiellement lancé une nouvelle alliance entre le National College of Art and Design et University College Dublin (UCD). Cette nouvelle alliance a comme conséquence, entre autres choses, qu'à partir de septembre 2011, les enseignements du NCAD sont validés par l'UCD.
Il a été proposé de déménager le NCAD de son emplacement à Thomas Street, dans le quartier The Liberties, au centre de Dublin, vers le campus de l'University College Dublin, dans le quartier de Belfield, au sud de Dublin, et en le transformant en une faculté ou un collège de l'UCD. Cette proposition a rencontré une forte opposition avec des manifestations des étudiants et des diplômés en 2006. La proposition semble avoir été abandonnée pour l'instant.

## Personnalités liées au collège

### Étudiants
- Gordon Brewster
- Gerard Byrne
- Harry Clarke
- Beatrice Elvery
- Neil Gibson
- Hugh Douglas Hamilton
- Hilary Heron
- Alice Jacob
- Sean Keating
- Orla Kiely
- Richard King
- Harriet Kirkwood
- Dónal Lunny
- Flora Mitchell
- William Orpen
- Grace Plunkett
- R.H. Quaytman
- Nano Reid
- George William Russell
- Anne Seagrave
- Lydia Shackleton
- Eileen Shields
- Dora Sigerson Shorter
- Estella Solomons
- Stella Steyn
- Ciaran Sweeney
- Patrick Swift
- Philip Treacy
- Henry Tresham
- Una Watters
- Peter Welz
- Lily Williams
- William Butler Yeats